# Festival dračích lodí

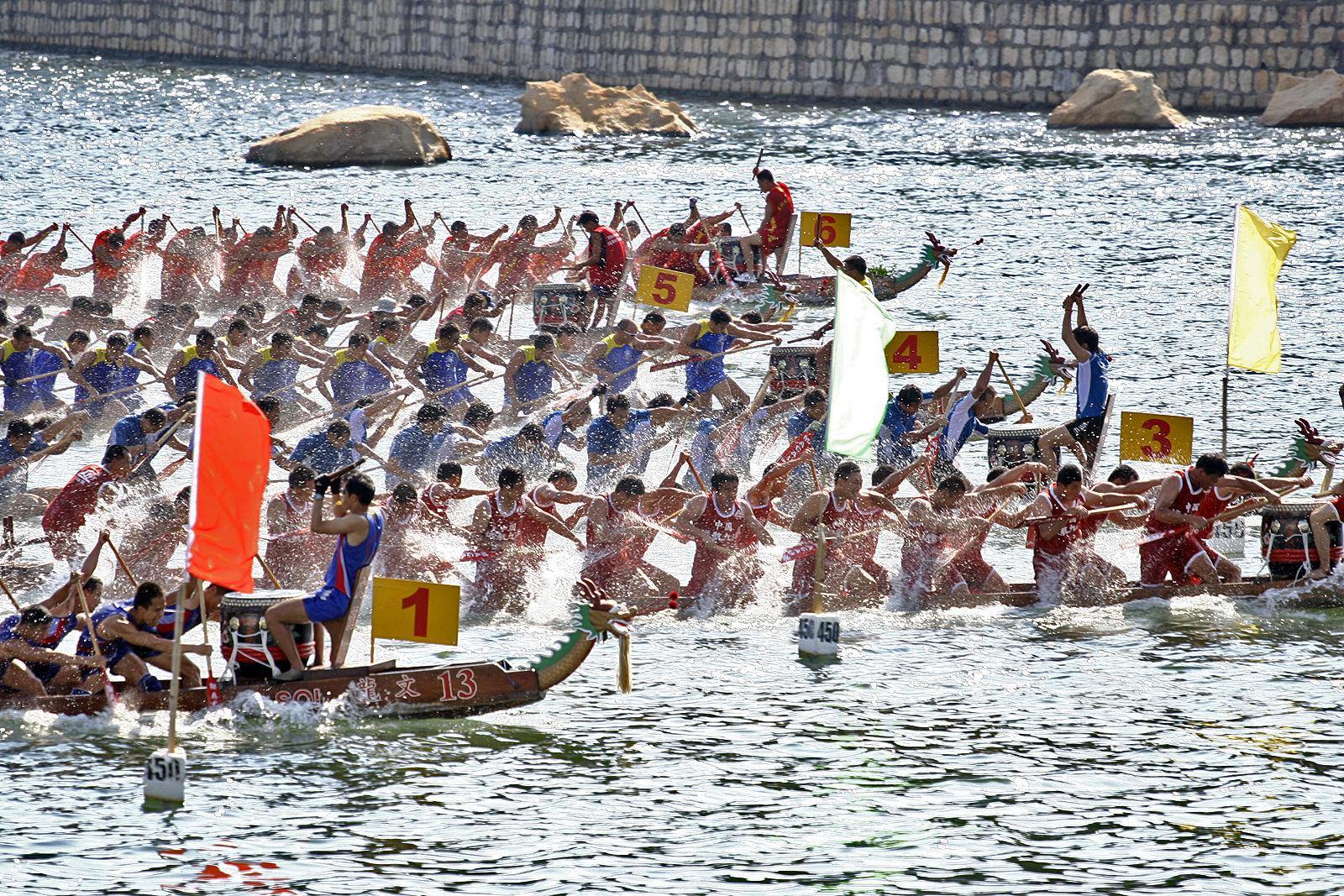
Závody dračích lodí v Macau

Festival dračích lodí, Festival Tuan-wu či Duen Ng Festival je tradiční čínský festival, který se koná vždy pátý den v pátém měsíci čínského kalendáře. V Čínské lidové republice je od roku 2008 opět oficiálním státním svátkem, předtím byl v Číně státním svátkem naposledy ve 40. letech 20. století. Kromě Číny se slaví i v jiných částech Východní Asie. Na západě je známý především pod názvem Festival dračích lodí, přičemž se koná v letních měsících.
Během festivalu probíhají závody dračích lodí a různé soutěže.